# 宮崎清
宮崎 清（みやざき きよし、1894年（明治27年）4月12日 - 1970年（昭和45年）1月20日）は、日本の実業家。三井物産社長や、リッカーミシン会長、日本ユニバック会長等を務めた。

## 人物・経歴
愛媛県今治市生まれ。東京高等商業学校（現一橋大学）卒業後、三井物産入社。1943年三井物産常務取締役。1944年から三井物産社長。同年大正海上火災保険取締役。第二次世界大戦後、三井財閥の解体にあたり、住井辰男三井本社筆頭常務理事らと、連合国軍総司令部との交渉にあたった。1946年電気化学工業特別管理人。三井物産解体後は、公職追放となり、白洋貿易社長、リッカーミシン会長、日本ユニバック会長等を務めた。